# Augusto da Silva Tomás
Augusto da Silva Tomás (* 6. Oktober 1957 in der Provinz Cabinda) ist ein angolanischer Hochschullehrer und Politiker der Volksbewegung zur Befreiung Angolas MPLA (Movimento Popular de Libertação de Angola), der unter anderem von 1995 bis 1996 Minister für Wirtschaft und Finanzen sowie zwischen 2010 und 2018 Verkehrsminister war.

## Leben
Augusto da Silva Tomás absolvierte nach dem Schulbesuch ein Studium der Wirtschaftswissenschaften und nach dessen Abschluss verschiedene Fortbildungen in den Bereichen Industrielle Landwirtschaft, Öffentliche Finanzen, Finanzwirtschaft sowie Betriebswirtschaftslehre. Ein postgraduales Studium der Entwicklungsökonomie an den Fakultäten für Wirtschaftswissenschaften der Universidade Agostinho Neto (UAN) und der Universität Coimbra schloss er mit einem Master ab.
Nach Abschluss des Studiums war er zwischen 1982 und 1984 Direktor des Büros des Koordinators des Notfallprogramms und der Bergung von Ausrüstung, Maschinen und Transportmitteln und übernahm zugleich 1982 eine Professur für Finanzwissenschaft und Finanzanalyse an der Fakultät für Wirtschaftswissenschaften der Universidade Agostinho Neto, an der er bis 1989 unterrichtete. Zudem war in Personalunion von 1985 bis 1989 Nationaler Direktor des Planungsbüros des Industrieministeriums. Er war zwischen 1989 und 1990 zunächst Vize-Minister für Industrie (Vice-Ministro da Indústria) sowie im Anschluss von 1990 bis 1991  Vize-Minister für Industrie und Handel (Vice-Ministro da Indústria e do Comércio). 1991 übernahm er den Posten als Gouverneur der Provinz Cabinda und hatte diesen bis 1995 inne.
1995 wurde Augusto da Silva Tomás als Minister für Wirtschaft und Finanzen (Ministro da Economia e Finanças) in das Kabinett von Premierminister Marcolino Moco berufen und übte dieses Ministeramt bis 1996. 1996 wurde er für die Volksbewegung zur Befreiung Angolas MPLA (Movimento Popular de Libertação de Angola) erstmals Mitglied der Nationalversammlung (Assembleia Nacional) und gehörte dieser bis 2007 an. Während seiner Parlamentszugehörigkeit engagierte er sich zwischen 1997 und 2007 als Mitglied des Exekutivkomitees der Afrikanischen Parlamentarischen Union (APU) und war zudem von 2004 bis 2007 Vorsitzender des Verwaltungsrats der Banco Comercial Angolano (BCA). 2007 wurde er Staatssekretär für den öffentlichen Unternehmenssektor (Secretário de Estado do Sector Empresarial Público) und war als solcher zugleich Vizepräsident der Wirtschaftskommission des Ministerrates (Comissão Económica do Conselho de Ministros).
Im Februar 2010 wurde Augusto da Silva Tomás als Verkehrsminister (Ministro dos Transportes) in die Regierung von Präsident José Eduardo dos Santos berufen und als solcher bei der Regierungsbildung nach den Wahlen zur Nationalversammlung am 31. August 2012 bestätigt. Nach den darauf folgenden Wahlen zur Nationalversammlung am 23. bis 26. August 2017 berief der neue Staatspräsident João Lourenço ihn ebenfalls zum Verkehrsminister in dessen Kabinett. Im September 2018 wurde er wegen Korruptionsvorwürfen festgenommen, woraufhin der bisherige Sekretär des Präsidenten der Republik für Wirtschaftsangelegenheiten Ricardo Daniel Sandão Queirós Viegas de Abreu seine Nachfolge antrat.